# 米诺卡岛兔王
米诺卡岛兔王（学名：Nuralagus rex）是300万—500万年前生活在西班牙米诺卡岛上的一种兔子。由于在岛屿上不存在天敌，米诺卡岛兔王体重可达12公斤，无法像现代的兔子一样跳跃，同时也不需要有敏锐的视觉和听觉，使其耳朵和眼睛发育都较小 。
米诺卡岛兔王爪子较大，适合于挖掘植物和根茎，这可能是其主要食物来源。米诺卡岛兔王的灭绝原因可能是米诺卡岛逐渐变冷，使它们难以适应而死亡。